# 韓顯濬
韓 顯濬（ハン・ヒョンジュン、한현준、1960年 - ）は、大韓民国の実業家。アジア最大の金属切削工具企業、テグテックの代表取締役社長。ウォーレン・バフェットが会長を務めているバークシャー・ハサウェイの系列会社初の韓国人CEO.